# Tronador–2

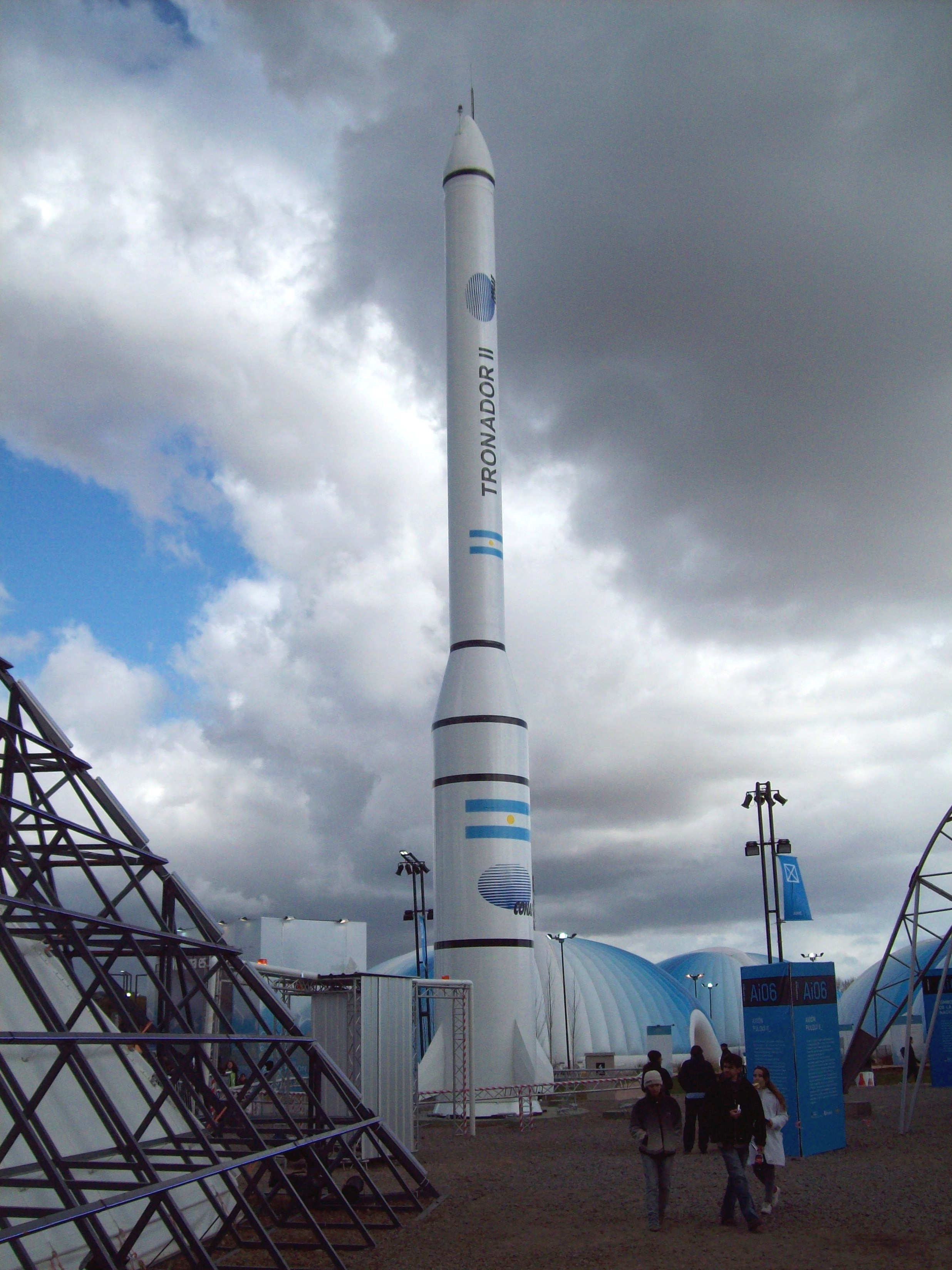
Tronador II

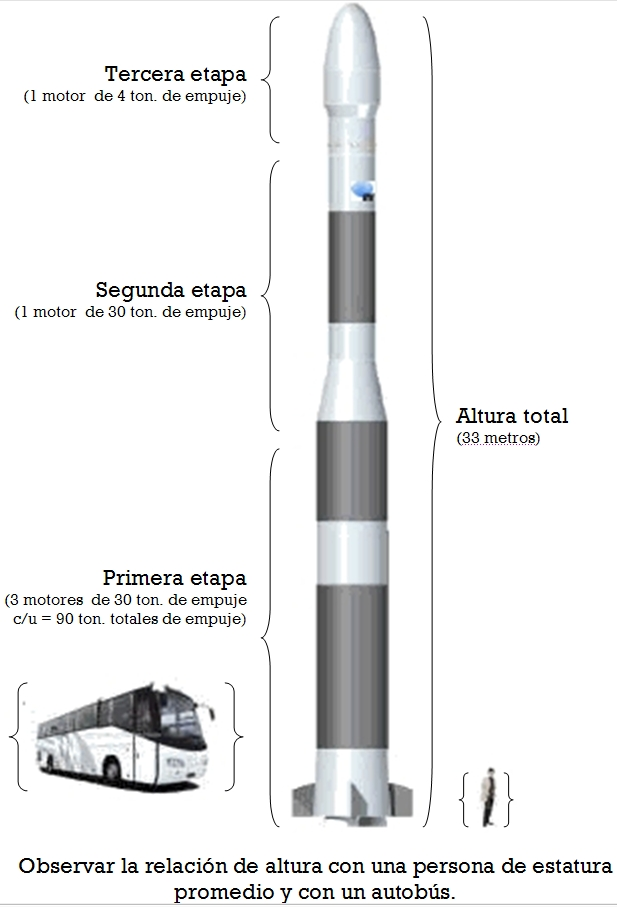
A Tronador 2. első verziója, amely három részből állt. Később kétfokozatúvá alakították át

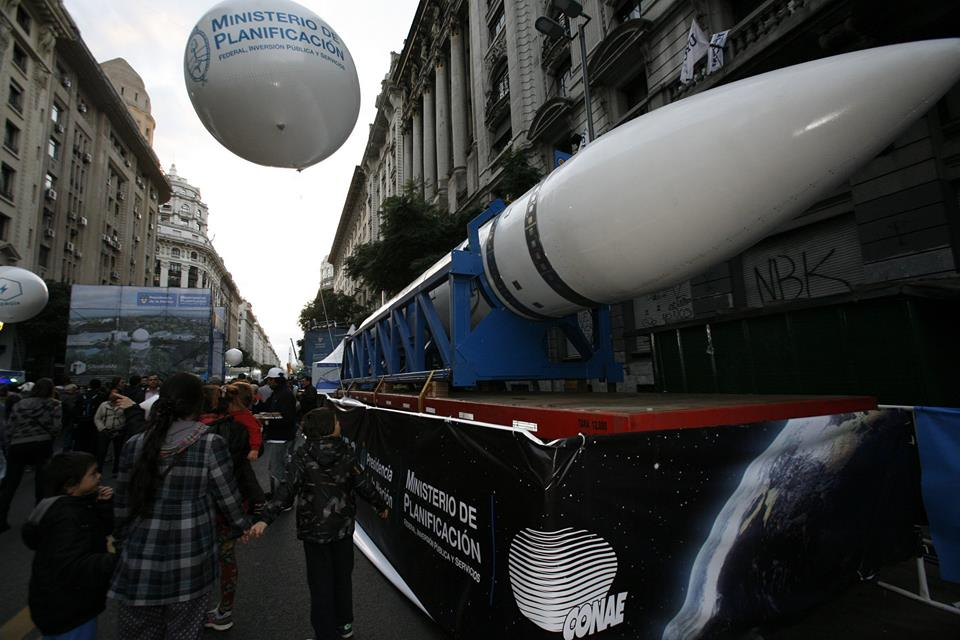
A Tronador II, Vex-1A rakéta prototípusa Buenos Airesben

A Tronador–2 egy fejlesztés alatt álló argentin hordozórakéta.

## Története
A Tronador-program 1998-ban indult. Feladata egy hazai fejlesztésű, új generációs, többlépcsős, folyékony hajtóanyagú rakéta készítése a polgári űrkutatás elősegítésére.  Tervek szerint évente 5–10 indítással számoltak nem csak nemzeti, hanem nemzetközi igényekre is felkészülve.
Az előző Tronador–1 2007-ben – egy fokozatú, 3,4 méter hosszú – sikeresen indult. 2008-ban a Tronador–1B már 6 méter hosszú volt, 20 kilométeres magasságot volt képes elérni. A rakétával több sikeres szuborbitális tesztrepülést végeztek.
A Tronador–2 kifejlesztésének célja egy jól irányítható, rendkívüli pontosságú, alacsony hibaszázalékú rakéta létrehozása. A programot a CONAE (Comisión Nacional de Actividades Espaciales) koordinálja állami és magántőke bevonásával. A rakétát (motor, rakétatest, elektronika) a Teófilo Tabanera Space Center gyártja. A CONAE több egyetemmel, intézettel, laboratóriummal is szerződést kötött egy-egy részegység kifejlesztésére. A tervezett műholdak tömege 200–400 kilogramm, a nemzetközi gyakorlatnak megfelelően újraindítható mikromotorok segítik a stabilitás és a pályamagasság tartását. A rakéta méretezésénél figyelembe veszik a nemzetközi szabványokat, hogy az MCTR (Nemzetközi Ellenőrző Szervezet) vizsgálatainak megfeleljenek.
A hordozóeszközzel Argentína csatlakozott az önálló rakétával rendelkező nemzetekhez: (Amerikai Egyesült Államok, Oroszország, Japán, Európai Unió, Kína, India, Izrael, Irán, Észak- és Dél-Korea).
A jármű három fokozatú, folyékony hajtóanyagú, tömege 60–64  tonna, hossza 27–33 méter, átmérője 1,5–2,5 méter. Terhelhetősége maximum 200–400 kilogramm. Elérhető pályamagasság 600–700 kilométer. A technikai elemek  változtatása függ a megrendelt szolgáltatástól.

## Tesztelése
A rakétával kapcsolatos tesztsorozatot VEX gyűjtőnév alatt végzik (rakéta, alrendszerek).

### VEX–1A
2014. február 26-án a Pampa de Achala (Córdoba) katonai bázisról, 2170 méter tengerszint feletti magasságból indították az első tesztrepülést. Az indítás sikertelen volt, a motorok nem tudták kifejteni tolóerejüket. Összesen 6 rakétát készítettek a tesztelés végrehajtására.